# 基隆輕鐵株式會社
基隆輕鐵株式會社簡稱基隆輕鐵，是臺灣日治時期於北臺灣經營輕便鐵道的公司，創立於1912年4月，主要經營路線為三爪子線、金瓜石線、金山線。

## 沿革
由於日治時期明治年間瑞芳一帶已有眾多礦場，卻缺乏交通運輸，於是當地有力人士如木村久太郎、顏雲年等17人於明治四十三年（1910年）8月1日在基隆決定成立「基隆輕鐵株式會社」。同年9月，該公司便開始進行線路測量直到次年1月，並向臺灣總督府、基隆要塞司令部提出鋪設基隆到三爪子的輕便鐵道。此外在該公司的最初計畫中，曾計畫興建由基隆通往大里簡（在今宜蘭縣頭城鎮）的輕便鐵道。
明治四十五年（1912年），三爪子線的鋪設申請通過後，基隆輕鐵的事務所於4月15日正式落腳於基隆草店尾，資本額有20萬圓。該年4月17日開會後，由櫻井貞次郎擔任社長，顏雲年擔任專務取締役。大正元年（1912年）11月16日三爪子線全線竣工，後於12月5日通車。在此期間基隆輕鐵的事務所從草店尾遷到基隆市元町的新事務所（11月27日落成）。
原先三爪子線因為具有獨佔地位且藉由運送煤礦而經營地很好，但隨著後來官鐵宜蘭線逐漸通車到瑞芳、猴硐，以及礦坑日漸關閉，三爪子線的盛況不再。1920年代起，基隆輕鐵開始積極經營金瓜石鑛山和東亞肥料會社以轉型。